# Centre Excursionista de Catalunya

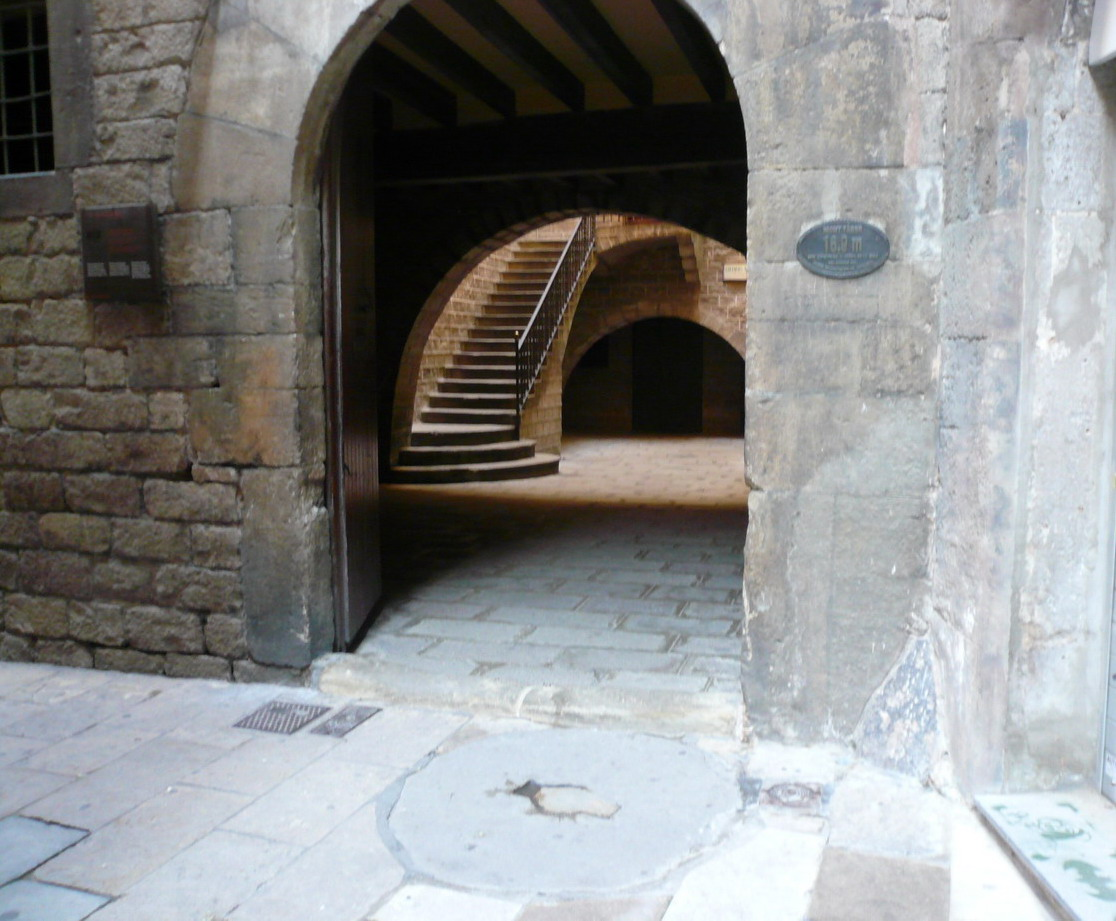
Entrada a la seu social del carrer Paradís i la mola davant de la porta assenyalant el cim del Mont Tàber

El Centre Excursionista de Catalunya (CEC) és una entitat fundada l'any 1890 a partir de la fusió de l'Associació Catalanista d'Excursions Científiques (fundada l'any 1876) i l'Associació d'Excursions Catalana, per Pau Gibert i Roig, Josep Fiter i Inglés, Eudald Canivell i Masbernat, Romà Arnet, Marçal Ambrós i Ortiz, i Ricard Padrós i Arquiu, després d'una excursió al Montgat, quan decidiren de fundar una entitat que fes sortides per tal d'estudiar les riqueses de Catalunya sota els diferents aspectes científics, literaris i culturals.

## Història
El 1878 s'hi escindí l'Associació d'Excursions Catalana, però el 1890 els presidents de les dues associacions, Francesc Ubach i Vinyeta i Francesc Maspons i Labrós, acordaren la fusió en una sola entitat i adopta el nom actual, sota el patrocini d'Antoni Rubió i Lluch, que en serà el primer president. Realitza tot tipus d'activitats culturals i esportives amb la muntanya com a protagonista.
El 1891 cedí el seu local per a donar conferències de la campanya lingüística de l'Avenç, i organitzà cursets de diverses especialitats per figures prestigioses com Lluís Marià Vidal, Pompeu Fabra, Rossend Serra i Pagès, Jaume Massó i Torrents i Josep Ricart i Giralt. Impartí cursos regulars d'història i de literatura catalanes, de geologia, de geografia, de botànica, de folklore i d'arqueologia. Acollí l'etapa inicial dels Estudis Universitaris Catalans i des del 1891 publica el Butlletí del Centre Excursionista de Catalunya, dirigit inicialment per Francesc Carreras i Candi, on hi aparegueren monografies geogràfiques, històriques i arqueològiques, les guies d'Artur Osona, Cèsar August Torres i Eduard Vidal i Ribas. També inicià l'espeleologia a Catalunya sota l'impuls de Norbert Font i Sagué.
L'any 1893 el CEC va donar una pica baptismal al monestir de Santa Maria de Ripoll, en ocasió de la consagració del nou temple.
Als seus locals i sota el seu patrocini es van fundar l'Institut d'Estudis Catalans i s'hi celebrà el Primer Congrés Internacional de la Llengua Catalana. Des del 1904 s'organitza en seccions, i entre elles la Secció d'Esports de Muntanya va popularitzar l'alpinisme i els esports de neu, alhora que organitzaven una xarxa de xalets-refugi de muntanya.
Culturalment i esportivament, el CEC assoleix la plenitud a la primera meitat dels anys 30 del segle XX amb l'impuls dels treballs de la divisió comarcal de Catalunya, proposada per Pau Vila, que fou president del Centre. Mentre, els alpinistes i escaladors del CEC assoliren gairebé tots els cims dels Pirineus, obriren noves vies d'ascensió i popularitzaren l'excursionisme. L'esquí s'afermà com una modalitat sòlida d'esport de muntanya i el CEC fou reconegut internacionalment quan entrà a formar part de la Unió Internacional d'Associacions d'Alpinisme (UIAA).
De l'esplendor dels anys 1931 a 1935 es passa a la lluita, en tots els sentits, dels tres anys següents. D'una banda, es col·labora institucionalment o individual amb el Govern de la Generalitat amb la cessió de refugis per a les Milícies Alpines o s'estimula els socis a cedir material de muntanya per a aquesta unitat militar o s'intenta mantenir una presència internacional.
Des de l'any 1939, la lluita es converteix en supervivència davant una situació política desfavorable. Són els primers anys del franquisme en què el CEC i els socis han de fer equilibris per mantenir l'entitat i el seu patrimoni documental, però al mateix temps han de reprendre l'activitat i han de mantenir l'esperit d'un poble que lluitarà per la llibertat.
Durant la postguerra, amb el pretext de conèixer la toponímia dels indrets geogràfics, foren els primers a impartir classes de català. El 2002 tenia 5.500 socis. El 1983 va rebre la Creu de Sant Jordi, el 1981 el Premi d'Honor Jaume I i el 1999 la medalla de la UNESCO. Actualment també col·labora en el projecte Europeana, de digitalització de patrimoni cultural europeu.

## Presidents[1]

### Associació Catalana d'Excursions Científiques
- Josep Fiter i Inglès (1876-1878)
- Eduard Tàmaro i Fabricias (1878-1879)
- Josep d'Argullol i Serra (1879-1880)
- Joaquim Riera i Bertran (1881-1883)
- Antoni Aulèstia Pijoan (1883-1885)
- Cèsar August Torras i Ferreri (1885-1888)
- Francesc d'Assís Ubach i Vinyeta (1888-1891)

### Associació d'Excursions Catalana
- Francesc Xavier Tobella i d'Argila (1878)
- Josep Fiter i Inglès (1878-1879)
- Ramon Arabia i Solanas (1879-1883)
- Francesc de Sales Maspons i Labrós (1883-1891)

### Centre Excursionista de Catalunya
- Antoni Rubió i Lluch (1890-1892)
- Francesc de Sales Maspons i Labrós (1892-1896)
- Lluís Marià Vidal i Carreras (1896-1900)
- Ramon Picó i Campamar (1900-1902)
- Cèsar August Torras i Ferreri (1902-1915)
- Juli Soler i Santaló (1913), va refusar el càrrec
- Jaume Massó i Torrents (1915-1919)
- Lluís Llagostera i Pasqual (1919-1921)
- Cèsar August Torras i Ferreri (1921-1923) (2n mandat)
- Joan Ruiz i Porta (1923-1925)
- Francesc de Paula Maspons i Anglasell (1927-1931)
- Pau Vila i Dinarès (1931-1935)
- Eduard Vidal i Ribes (1935)
- Josep Maria Blanc i Romeu (1935-1940)
- Lluís de Quadras i Feliu (1940-1959)
- Albert Mosella i Comas (1959-1967)
- Josep Ventosa i Palanca (1967-1971)
- Agustí Bou i Tort (1971-1976)
- Lluís Puntis i Pujol (1976-1984)
- Josep Maria Sala i Albareda (1984-1992)
- Conrad Blanch i Fors (1992-1998)
- Enric Nosàs i Sisquella (1998-2005)
- Josep Manel Puente Pubill (2005-2017)[7]
- Eduard Cayón i Costa (2017-)[8]

## Arxiu fotogràfic-Col·leccions fotogràfiques
El Centre disposa d'un extens arxiu fotogràfic, consultable en línia a Memòria Digital de Catalunya. L'apartat de col·leccions incorpora dues tipologies d'agrupacions fotogràfiques. D'una banda, els conjunts d'imatges d'una temàtica concreta recollits per afeccionats, com ara l'arquitectura romànica i, de l'altra, les col·leccions que es van establir a l'arxiu per tal d'organitzar les fotografies segons el seu format, com és el cas de les diapositives de vidre de format 8x10 cm. emprades antigament per il·lustrar les conferències realitzades a l'entitat.